# Mala Pačetina
Mala Pačetina – wieś w Chorwacji, w żupanii krapińsko-zagorskiej, w gminie Petrovsko. W 2011 roku liczyła 104 mieszkańców.